# Бивер Фолс (Пенсилванија)
Бивер Фолс (енгл. Beaver Falls) град је у америчкој савезној држави Пенсилванија. По попису становништва из 2010. у њему је живело 8.987 становника.

## Демографија
Према попису становништва из 2010. у граду је живело 8.987 становника, што је 933 (9,4%) становника мање него 2000. године.
| Група             | 2000.         | 2010.         |
| Белци             | 7.756 (78,2%) | 6.712 (74,7%) |
| Афроамериканци    | 1.739 (17,5%) | 1.736 (19,3%) |
| Азијати           | 62 (0,6%)     | 38 (0,4%)     |
| Хиспаноамериканци | 105 (1,1%)    | 105 (1,2%)    |
| Укупно            | 9.920         | 8.987         |